# La corona di ferro
La corona di ferro è un film del 1941 diretto da Alessandro Blasetti, vincitore della Coppa Mussolini al miglior film italiano alla 9ª Mostra internazionale d'arte cinematografica di Venezia.
Si tratta di uno kolossal fiabesco dalle venature pacifiste e dai molteplici riferimenti culturali, di grande successo popolare.

## Trama
La spedizione che trasporta la corona di ferro, forgiata con un chiodo usato per la crocifissione di Gesù, inviata dall'imperatore di Bisanzio al papa in segno di pace, attraversa una terra dove si è appena conclusa una lunga guerra. Il vincitore, Licinio, è pronto ad offrire allo sconfitto Artace una pace onorevole, ma il fratello Sedemondo lo fa uccidere usurpando il trono di Kindaor e condannando il nemico all'esilio e il suo popolo alla schiavitù. Tenta poi di impadronirsi della corona di ferro, facendo sterminare la scorta dall'infallibile arciere Farkas, alle gole di Natersa, ma la preziosa reliquia si sottrae alle mire del nuovo sovrano, sprofondando miracolosamente nella terra.
Una misteriosa vecchia, che vive nella foresta, profetizza a Sedemondo che il suo comportamento sacrilego non rimarrà impunito: al fratricida nascerà una femmina, all'ucciso un maschio, che ella amerà fino a morirne. In effetti, a Kindaor, la moglie di Sedemondo ha partorito una femmina, Elsa, e la vedova di Licinio un maschio, Arminio, ma i neonati vengono opportunamente scambiati per salvare loro la vita. I due bambini vengono cresciuti come fratello e sorella, finché Sedemondo non scopre l'inganno e una notte fa rapire il piccolo Arminio da un servo che lo deve abbandonare nell'isolata valle dei leoni e poi passare per le gole di Natersa.
Sedemondo ritorna nel bosco per incontrare la vecchia e dirle di aver sconfitto il destino e salvato la figlia ma questa gli cancella il ricordo di quale sia stata la sorte del bambino, quindi il re è costretto a segregare Elsa nella reggia, protetta da tre ordini di cancelli.
Sono passati venti anni e re Sedemondo bandisce un torneo, il cui vincitore potrà sposare Elsa. Nel frattempo, una frana apre un varco fra i monti che circondano la valle dei leoni e Arminio cresciuto tra le fiere forte e vigoroso può uscire all'esterno, inseguendo un cervo. Durante la caccia incontra Tundra, figlia di Artace, di cui si innamora subito, che gli propone di combattere nel torneo, per aiutarla a conquistare la libertà del suo popolo. Lo stesso invito gli viene rivolto anche dalla vecchia della foresta.
A Kindaor, alla vigilia del torneo, Elsa esce fra la folla travestita da ancella, incontra Arminio e i due sono fatalmente attratti l'una dall'altro, come profetizzato. In un successivo incontro, nei panni di figlia del re gli chiede di non partecipare al torneo, per non arrecare dispiacere alla sua ancella. Ma quando il terribile re dei tartari Eriberto sconfigge tutti i pretendenti e poi rifiuta l'offerta di Sedemondo di rinunciare alla mano di Elsa in cambio di ricchezze e terre, Arminio non può evitare di intervenire in aiuto della donna, prevalendo sul pericoloso avversario e scoprendo con piacere che Elsa e la sua ancella sono la stessa persona e può quindi esprimerle liberamente il suo amore.
Tundra vorrebbe vendicarsi del tradimento di Arminio nei suoi confronti, ma rinuncia di fronte all'intenzione di Elsa di proporre al padre di liberare dalla schiavitù il popolo di Tundra e concedergli parte del regno. Quando però Elsa rivolge quella richiesta a Sedemondo, questi le avvelena la mente con il sospetto che Arminio in realtà ami Tundra e lei decide di rovinare qualsiasi rapporto esistente tra i due, facendo credere all'amato che l'altra abbia provato ad attentare alla propria vita.

Arminio (Massimo Girotti) e Tundra (Luisa Ferida)

Mentre Tundra, scacciata da Arminio, torna al suo piano originario e lancia al suo esercito il segnale per invadere Kindaor attraverso le gole di Natersa, Arminio comincia però a recuperare i ricordi dell'infanzia e, nel riconoscere sul braccio di Elsa il segno di una comune frustata subita da bambini per mano di Sedemondo, crede che lei sia sua sorella. Elsa, disperata per quella scoperta che condanna il loro amore, fugge via verso le gole. Arminio, affrontato direttamente Sedemondo e scoperto che lui ed Elsa sono soli cugini, si lancia all'inseguimento della donna, mentre il re impazzisce nel vedere avverarsi la temuta profezia di tanto tempo prima.
Alle gole di Natersa si compie il destino dei protagonisti della vicenda. Elsa, per espiare la sua colpa nei confronti di Tundra, la protegge con il proprio corpo dalla freccia fatale scoccata da Farkas, e in punto di morte rivela ad Arminio, accorso troppo tardi per salvarla, che l'ha ingannato sulle intenzioni di Tundra. I due eserciti nemici, giunti sul posto, vengono divisi dall'improvvisa apertura di una voragine, che inghiotte il corpo di Elsa e riporta alla luce la corona di ferro, la cui apparizione fa deporre le armi ad entrambi gli schieramenti. Mentre la reliquia riprende il viaggio verso la sua originaria destinazione, Arminio e Tundra si sposano e salgono al trono di Kindaor, finalmente pacificato.

## Produzione

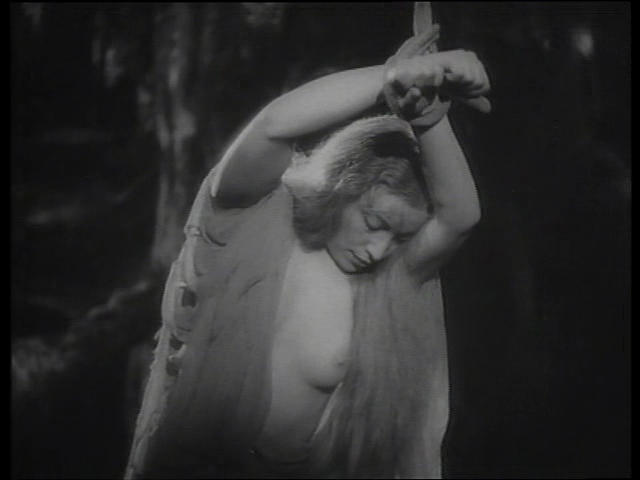
La breve scena di nudo di Vittoria Carpi

Molti degli attori interpretano un doppio personaggio e per differenziare i due caratteri si ricorre o al trucco o, come ad esempio nel caso di Massimo Girotti, al doppiaggio: quest'ultimo è infatti doppiato da Augusto Marcacci quando interpreta Licinio e da Gualtiero De Angelis quando interpreta Arminio.
Nella parte di Klasa, il servo di Tundra, compare sullo schermo la gigantesca figura di Primo Carnera, più adatto a combattere sul ring che a ricoprire, come in questo caso, ruoli di attore cinematografico come fece in più di venti film.
Il film è celebre anche per la scena, azzardata per l'epoca, in cui viene mostrato per pochi secondi il seno nudo della giovane attrice Vittoria Carpi. Comunemente il primo seno nudo del cinema italiano è però considerato quello di Clara Calamai nel successivo film di Blasetti, La cena delle beffe, probabilmente perché la Calamai è la protagonista del film, mentre la Carpi è giusto una comparsa. La "primogenitura" è per altro rivendicata anche da Doris Duranti, rivale artistica della Calamai, per il film Carmela (1942), con la seguente spiegazione: «il mio fu il primo seno nudo ripreso all'impiedi, apparve eretto com'era di natura, orgoglioso, senza trucchi, invece la Calamai si fece riprendere sdraiata, che non è una differenza da poco»..

## Accoglienza
Benché manchino dati ufficiali sugli introiti economici del film (mancanti per quasi tutta la cinematografia italiana degli anni trenta e della prima metà dei quaranta) alcune fonti pervenute testimoniano che La corona di ferro ebbe grande successo presso il pubblico: facendo riferimento ai dati relativi al solo 2º trimestre del 1941, il film di Blasetti aveva superato gli 8.000.000 di lire dell'epoca d'introito, facendone dunque il maggiore incasso di quel periodo, seguito da La nave bianca dell'allora esordiente Roberto Rossellini, con circa 6.500.000 lire, e da Piccolo mondo antico di Mario Soldati, che aveva incassato 5.430.000 lire.

## Critica

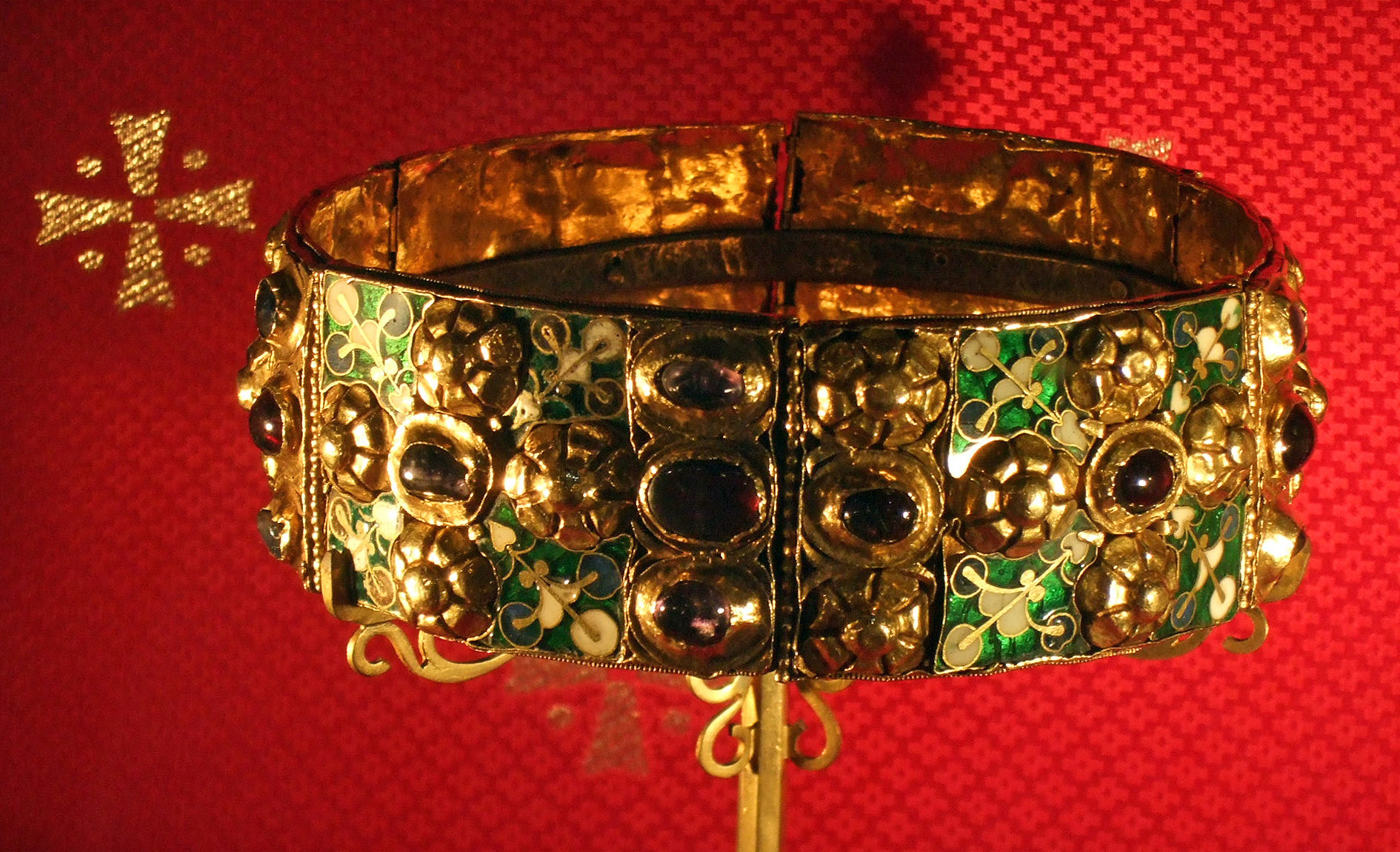
La Corona ferrea

Blasetti ha sempre presentato il film come un apologo pacifista, una favola contro qualsiasi forma di violenza, senza dirette allusioni politiche, affermando di aver voluto manifestare la sua «avversione alla violenza, alla conquista, all'eroismo sterile».
In una narrazione sofferta, esasperata e sovraccarica, Blasetti ha sintetizzato e contaminato le più diverse ispirazioni: «ha raccolto tutto quanto la storia millenaria della fiaba gli ha portato […] Più che una fiaba, hai qui un'officina della Fiaba»; «tipico centone di miti e racconti popolari e fantastici, di epica mediterranea e di saghe nordiche, di richiami alla leggenda del Graal a Marco Polo, alle favole di Andersen, a Tarzan, a Edipo re e alla tragedia greca, il film interessa più ancora per l'apertura al mondo del fantastico e dell'immaginario ottenuta grazie ad un'invenzione scenografica continuamente mutevole e all'enorme quantità di elementi e motivi simbolici sparsi per tutta l'opera […] La contaminazione di stili e registri fa di quest'opera […] un momento di sperimentazione linguistica ed espressiva tra i più interessanti di questa fase produttiva». Paolo Mereghetti lo definisce «complesso, cupo e tormentato».

## Riconoscimenti
- Mostra internazionale d'arte cinematografica
  - 1941 - Coppa Mussolini al miglior film italiano